# Sharon Walsh
Pour les articles homonymes, voir Walsh.
Sharon Walsh épouse Pete (née le 24 février 1952 à San Francisco, Californie) est une joueuse de tennis américaine, professionnelle dans les années 1970 et 1980.
En 1979, elle a joué la finale de l'Open d'Australie (battue par Barbara Jordan), sa meilleure performance en simple dans une épreuve du Grand Chelem.
Spécialiste de double dames, discipline dans laquelle elle a remporté 37 titres sur le circuit WTA, elle a notamment atteint la finale de l'US Open en 1982 aux côtés de Barbara Potter (comptant parmi ses partenaires de prédilection).